# Szeibert István
Szeibert István (Máramarossziget, 1944. november 7.) romániai magyar színész, énekes (tenor-bariton).

## Pályafutása
Reál-pályára készült, de első sikertelen felvételije után katonának vitték, ahol nyilvánvalóvá váltak adottságai a zene területén. A katonaság után egy ideig könyvelőként irodai munkát végzett, majd mások ösztönzésére elkezdett énekelni tanulni.
Kolozsváron debütált bonvivánként, 1972-ben. A Magyar Állami Opera tagjaként számtalan operett főszerepét játszotta, többek között volt Gábor diák (Huszka Jenő: Gül Baba); Petrov (Jacobi V.: Sybill); Kukorica Jancsi (Kacsóh Pongrác: János vitéz); Baracs (Szirmai A.: Mágnás Miska), Edvin (Kálmán Imre – Stein, Jenbach: Csárdáskirálynő), Tasziló gróf (Kálmán Imre – Kardos G.): Marica grófnő), illetve operákban is fellépett.
Utolsó bonvivánszerepét 1990-ben alakította a kolozsvári színpad deszkáin, a Lili bárónő Illésházy grófjaként. Jelenleg is a Kolozsvári Magyar Állami Opera aktív tagja.
Az ő nevéhez kapcsolódik a magyar színháztörténet egyetlen "nézősztrájkja". 1982-ben az akkori színházvezetés Szeibert Istvánt egy vitás ügy miatt elbocsátotta, aminek következményeképp a nézők aláírásgyűjtésbe kezdtek, hogy a város bonvivánját visszakapják, illetve elkezdték visszaadni bérleteiket. Az aláírásgyűjtésen kívül a kolozsvári nők küldöttséget is menesztettek az igazgatóhoz, aki meglátva a népes és feldühödött társaságot, csak öt szóvivőt engedett be az irodájába, de így is sikerrel jártak: 8 hónap után Szeibert István újra a kolozsvári színpadra léphetett: belépőjét virágeső és örömujjongás kísérte.